# جبل المعسكر
 جبل المعسكر واحد من أشهر جبال المغرب، يبلغ ارتفاعه3242 مترا فوق سطح البحر، ويقع بجماعة تونفيت، إقليم ميدلت، جهة درعة تافيلالت بالأطلس الكبيرالشرقي، يشتهر هذا الجبل بالتساقطات الثلجية الكثيفة، ورياح قوية ويعتبر وجهة سياحية مفضلة لمحبي تسلق القمم الجبلية.، ويقع بجماعة تونفيت، إقليم ميدلت، جهة درعة تافيلالت بالأطلس الكبير الشرقي. يشتهر هذا الجبل بالتساقطات الثلجية الكثيفة، ورياح قوية ويعتبر وجهة سياحية مفضلة لمحبي تسلق القمم الجبلية.

## تاريخ
سنة 2022، حدثت ضجة إعلامية وطنية ودولية حول جبل المعسكر بعد أن اختفى فيه أستاذ لمادة الفلسفة وكاتب بجماعة تونفيت أثناء التنزه، وذلك بعد سقوطه من جرف صخري.  